# چانگان آلسوین
چانگان آلسوین (انگلیسی: Changan Alsvin) یک سدان سایز کوچک است که توسط خودروساز چینی چانگان موتورز از ۲۰۰۹ تا کنون تولید می‌شود. این خودرو در دو تریم ساده و آلسوین وی۵ به فروش می‌رسد. آلسوین وی۵ در نمای جلو عقب با نسخه ساده تفاوت‌هایی دارد و نسخه لوکس این خودرو است. نسل اول این خودرو از ۲۰۰۹ تا ۲۰۱۳ تولید شد و نسل دوم از ۲۰۱۳ تا کنون تولید می‌شود. این خودرو در ایران در شرکت خودروسازی فردا با نام فردا ۵۱۱ از ۱۴۰۰ تا ۱۴۰۱ تولید شدو در سال۱۴۰۳ تولید این خودرو دوباره از سر گرفته شد و در ناوگان تاکسیرانی مورد استفاده قرارگرفته است.

## نگارخانه

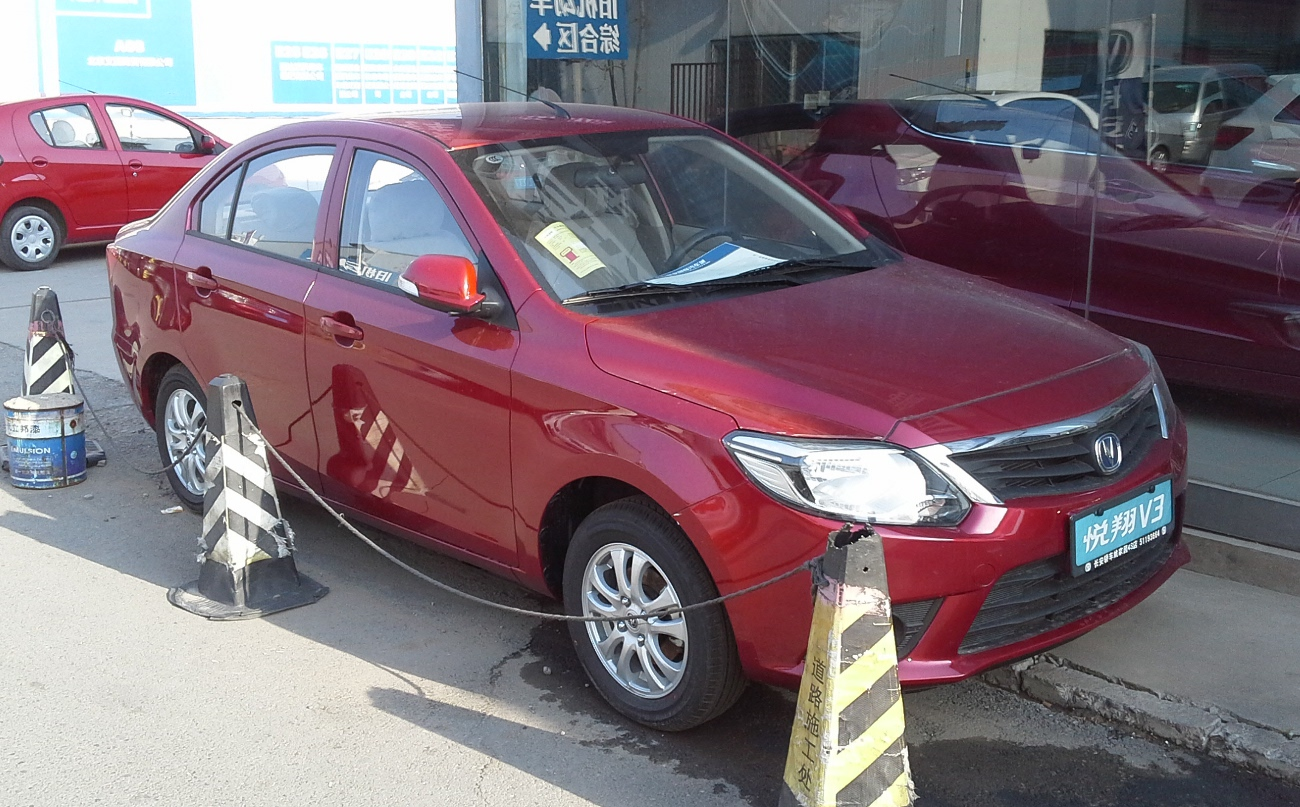
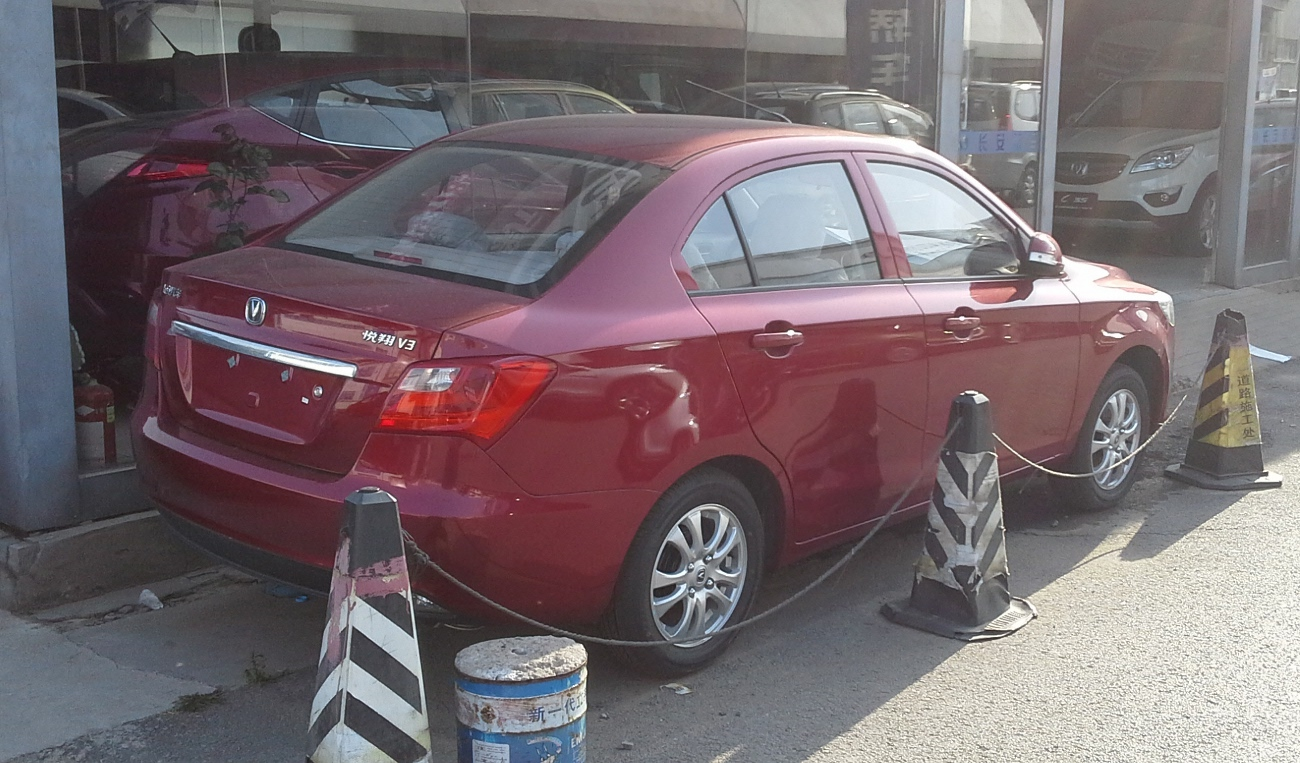
آلسوین وی۳ نسل اول فیس‌لیفت